# Happy Ending (canción)
«Happy Ending» es un sencillo de Mika, lanzado oficialmente el 11 de enero del año 2008 para Europa y el 15 de octubre del año 2007 para Reino Unido. Es el sexto sencillo de su primer álbum de estudio titulado «Life in Cartoon Motion» que salió a la venta el 5 de febrero de 2007.
Es la décima canción del álbum, después de que acabe suena el hidden trak Over My Shoulders.

## Descripción
La canción está compuesta por el propio Mika. Es una canción de ruptura triste como "My Interpretation". La canción fue grabada en Los Ángeles, y desde el estudio donde Mika grababa podía ver a un montón de gente sin hogar.
"Esas imágenes horribles de la falta de vivienda que iba a ver todas las mañanas realmente conectaba con esta canción. Así que sólo viene a demostrar que una canción brillante en una cierta mentalidad tenía un significado que realmente evoluciona y cambia con el tiempo" dice el cantante.

## Video musical
El video musical fue dirigido por AlexandLiane.
El video musical comienza con un piano sonando por su cuenta, a continuación, la cámara muestra Mika en la cama. Él canta y tiene un globo rosa en el brazo, y mientras él está flotando por encima, revela Mika con un traje de color rosa. Sus paredes de la sala se muestran llenos de fotos que empezar a mover la boca y cantando con Mika.

## Posiciones
| Listas (2007)                         | Posiciones |
| ------------------------------------- | ---------- |
| Alemania (Offizielle Deutsche Charts) | 28         |
| Australia (ARIA)                      | 7          |
| Austria (Ö3 Austria Top 40)           | 29         |
| Bélgica (Flandes) (Ultratop 50)       | 11         |
| Bélgica (Valonia) (Ultratop 50)       | 26         |
| Eslovaquia (Rádio Top 100)            | 1          |
| European Hot 100                      | 25         |
| Hungría (Single Top 40)               | 6          |
| Irlanda (IRMA)                        | 29         |
| Italia (FIMI)                         | 12         |
| Países Bajos (Dutch Top 40)           | 10         |
| Reino Unido (UK Singles Chart)        | 7          |
| República Checa (Rádio Top 100)       | 70         |
| Suiza (Schweizer Hitparade)           | 10         |